# Rhampsinitus quadrispina
Rhampsinitus quadrispina is een hooiwagen uit de familie echte hooiwagens (Phalangiidae).